# Mateusz Świst
Mateusz Świst (ur. 9 lutego 1995 w Przemyślu) – polski piłkarz występujący na pozycji napastnika. Grał w klubach z Podkarpacia m.in. w Stali Rzeszów, Polonii Przemyśl i Czuwaju Przemyśl.

## Kariera
Mateusz karierę rozpoczynał w Koronie Trójczyce, z której szybko przeniósł się do Stali Rzeszów. W sezonie 2013/2014 został królem strzelców CLJ grupy 4. ex aequo z Jarosławem Niezgodą.
W 2014 roku został wypożyczony na pół roku do JKS-u Jarosław, a na wiosnę zmienił otoczenie i grał w Polonii Przemyśl. Po 1,5 roku spędzonym w Polonii przeniósł się do Orła Przeworsk, a później do Granicy Stubno. W sezonie 2018/2019 zawitał do Czuwaju, gdzie gra do dzisiaj z roczną przerwą w Vikingu Orły.

## Sukcesy

### Polonia Przemyśl
- Mistrzostwo IV ligi: 2014/2015

### Czuwaj Przemyśl
- Mistrzostwo Klasy okręgowej: 2022/2023

### Indywidualne
- Król strzelców Centralnej Ligi Juniorów: 2013/2014 (16 goli)
- Król strzelców Klasy okręgowej: 2022/2023 (46 goli)